# Lissocraspeda eremoea
Lissocraspeda eremoea är en fjärilsart som beskrevs av Oswald Beltram Lower 1907. Lissocraspeda eremoea ingår i släktet Lissocraspeda och familjen mätare. Inga underarter finns listade i Catalogue of Life.